# Anta do Mezio
Die Anta do Mezio im Núcleo Megalítico do Mezio, (auch Serra de Soajo genannt) liegt zwischen Cabana Maior und Soajo, nördlich der EN 202 im Distrikt Viana do Castelo und ist ein archäologischer Fundplatz in Portugal. Das Terrain besteht aus 11 Tumuli, die über ein etwa 1000 × 650 m messendes Plateau zwischen den Bergen Guidão und Gião verteilt liegen. Von den 11 Denkmälern sind acht Mámoas mit Dolmen. 
Vor allem die Anta do Mezio ist neben der Mámoa 6 von Mezio sehenswert. Sie besteht aus einer polygonalen Kammer aus sieben Platten, dem Deckstein und Resten des Ganges.
Porta do Mezio oder Mezio ist das zugehörige Informationszentrum und Museum.